# Europese kampioenschappen schaatsen afstanden 2018 - Teamsprint mannen
De teamsprint voor mannen op de Europese kampioenschappen schaatsen 2018 werd gereden op zondag 7 januari in het ijsstadion Kometa in Kolomna, Rusland. Het was de eerste editie van de EK afstanden en de initiële titel ging naar de Russische herenploeg.

## Uitslag
| #      | Land        | Schaatsers                                               | Tijd    |
| ------ | ----------- | -------------------------------------------------------- | ------- |
| Goud   | Rusland     | Denis Joeskov Pavel Koelizjnikov Roeslan Moerasjov       | 1.19,38 |
| Zilver | Finland     | Pekka Koskela Harri Levo Mika Poutala                    | 1.21,19 |
| Brons  | Polen       | Sebastian Kłosiński Piotr Michalski Artur Nogal          | 1.21,29 |
| 4      | Noorwegen   | Bjørn Magnussen Henrik Fagerli Rukke Johann Jørgen Sæves | 1.22,08 |
| NF     | Wit-Rusland | Jevgeni Bolgov Artyom Chaban Vital Michajlaw             | NF      |
| DQ     | Nederland   | Michel Mulder Hein Otterspeer Koen Verweij               | DQ      |